# ムフタール・ファッラータ
ムフタール・ファッラータ（アラビア語: مختار فلاتة, Mukhtar FallatahまたはMukhtar Falata, Mukhtar Falatah, 1987年10月15日 - ）は、サウジアラビアのプロサッカー選手。サウジ・プロフェッショナルリーグのアル・ヒラル所属、ポジションはFW。サッカーサウジアラビア代表。
日本語では「ムフタル・ファラター」「ムフタール・ファラター」などとも表記される。

## 来歴

### クラブ
アル・ワフダでデビュー、アル・ワフダ時代には、2011年の二聖モスクの守護者・チャンピオンズカップで大会トップの6得点を記録した。2011年8月にアル・シャバブ（アッ・シャバーブ）に移籍、さらに2013年1月からはアル・イテハドに所属、2013年の二聖モスクの守護者チャンピオンズカップで大会トップの4得点を記録、2013-2014シーズンの国内リーグ戦でも得点王争いに加わり20得点をあげ、トップのナーセル・アッ＝シャムラーニーと1点差の2位の好成績を残した。AFCチャンピオンズリーグ2014でも得点を記録している。

### 代表
アラブカップ2012に出場した。

## タイトル
クラブ
アル・シャバブ
サウジ・プロフェッショナルリーグ 2011-2012
アル・イテハド
二聖モスクの守護者・チャンピオンズカップ　2013
個人
二聖モスクの守護者・チャンピオンズカップ得点王　2回（2011、2013）